# Alsatia Straßburg
Alsatia Straßburg war eine elsässische katholische Studentenverbindung an der Universität Straßburg, die von 1926 bis 1941 in ursprünglicher Form existierte. In der Zeit des Nationalsozialismus wurde Alsatia 1941 in eine Kameradschaft umgewandelt und trug fortan den Namen Kameradschaft Karl Roos. Mit dem Rückzug der deutschen Armee aus dem Elsass 1944 wurde die Kameradschaft aufgelöst.

## Geschichte

### Vorgeschichte
Mit der Unterzeichnung der Waffenstillstandsurkunde am 11. November 1918 in Compiègne endete der Erste Weltkrieg. Die Straßburger Kaiser-Wilhelm-Universität wurde aufgehoben und die an ihr akkreditierten Korporationen aufgelöst. Allerdings steuerten Altherren verschiedener Verbände entgegen und trafen sich am 19. Januar 1919 um über die Gründung einer katholischen Studenten- und Akademikervereinigung zu beraten, obwohl unter dem neuen politischen Regiment die alten studentischen Formen nicht mehr zu verwirklichen waren. Dem am 29. Januar gegründeten Cercle Ozanam traten einige wenige Mitglieder der ehemaligen Straßburger CV-Verbindungen sowie zahlreiche Studenten der Nachkriegszeit bei. Da es sich bei dieser Vereinigung aber um einen nach französischem Muster aufgezogenen Studentenverein handelte, der das Monopol für sich in Anspruch nahm, die katholische Studentenschaft an der Universität Straßburg zu repräsentieren, sahen die ehemaligen CVer hier keine Zukunft für sich.

### Gründungszeit
Unter dem Einfluss des Führers der Elsässischen Volkspartei und Mitglieds des Deutschen Reichstags, Abbé Franz Xaver Haegy, nahm der Gründungsgedanke einer neuen CV-Verbindung sechs Jahre später konkretere Formen an. Schließlich erfolgte am 25. Januar 1926 die Gründung der Alsatia mit den Farben Blau-Rot-Gold.
Am 3. März 1926 trat die 131 Artikel umfassende Geschäftsordnung in Kraft. Am 11. Februar legten zehn junge, katholische Elsässer und Lothringer den Burscheneid ab und empfingen das hellblau-rot-goldene Band. Um der neuen Verbindung von vornherein einen starken moralischen und wirtschaftlichen Rückhalt zu geben, wurde ihr am 4. März ein Altherrenverband angegliedert, dem neben ehemaligen CVern mehrere KVer, Unitarier und auch Nichtinkorporierte, nach und nach mehr als hundert katholische Akademiker, beitraten. Das Mitgliederverzeichnis der Altherrenschaft umfasste 104 Namen, davon waren ein Drittel Kleriker, je zwanzig Prozent Juristen und Pädagogen und der Rest fast ausschließlich Mediziner und Pharmazeuten. Zentrale Veranstaltungen waren die Einkehrtage auf dem Odilienberg, die in jedem Semester durchgeführt wurden. Daneben fanden jährlich mehrere Ausflüge im Elsass und nach Lothringen statt. Vorträge, Kneipenbesuche und Konvente rundeten die Semesterprogramme ab.

### Stimmung gegen die Alsatia
Alsatia war während der gesamten Dauer ihres Bestehens von Anfeindungen und Verleumdungen nie frei. Von französischer Seite, an erster Stelle einige Presseorgane, wurde keine Gelegenheit ausgelassen, den Alsaten revanchistische, reichsdeutsche und damit franzosenfeindliche Umtriebe zu unterstellen und nachzusagen. Gleich, ob es sich um das Singen alten, deutschen Liedgutes handelte oder um die Herausgabe eines deutsch-französischen Liederbuches oder ob Alsatia sich bei der Einweihung eines neuen Denkmals mit ihrer Fahne präsentierte oder ob es die Einladung eines österreichischen Politikers zu einem Vortrag war, die Presse, besonders das Journal de l'Est, versuchte Stimmung gegen Alsatia zu kreieren und titelte „Il faut en finir!“.

### Erlaubnis zum Chargieren und europäische Verständigung
Aber es gab auch immer wieder positive Signale, nicht zuletzt aus dem Umfeld der katholischen Kirche, die ursprünglich einer deutsch-verfassten Korporation in Straßburg sehr reserviert gegenübergestanden hatte: 1929 erfolgte die Erlaubnis zur Teilnahme an der Fronleichnamsprozession im Straßburger Münster, 1930 die erstmalige Einladung zur Teilnahme an der Heiliggeistmesse, bei der Alsatia im hohen Chor des Münsters chargieren durfte. 1931 wurde ein Dreiländertreffen veranstaltet, an dem Alsatia, Rauracia Basel (StV) und Arminia Freiburg (CV) teilnahmen. Hierdurch sollte auch die Idee umgesetzt werden, auf Verbindungsebene mitzuhelfen, die Gegensätze zwischen den europäischen Völkern abzubauen.

### Krisenzeit und Erlöschen
Nach einer tiefen Krise, die im Wintersemester 1931/32 zum Austritt mehrerer Alsaten führte, erlebte die Verbindung einen neuen Aufschwung. 1936 weist das Mitgliederverzeichnis der Aktivitas zehn Neophilister, sechs Inaktive, sechzehn Aktive, elf Füchse und zwei Verkehrsgäste aus. Die Annexion Elsass-Lothringens durch die Nationalsozialisten hatte weitreichende Konsequenzen auch für Alsatia. Die Verbindung wurde 1941 nach praktiziertem Vorbild zwangsweise in eine Kameradschaft umgewandelt und trug fortan den Namen Kameradschaft Karl Roos. 1944, mit dem Rückzug der deutschen Armee aus dem Elsass, endete das Bestehen von Alsatia endgültig.

### Neue Alsatia Straßburg
1992 wurde an der Straßburger Universität der Cercle d' Etudiants Alsatia gegründet. Nachdem man die Verantwortlichen auf den in den Jahren der Besetzung belasteten Namen der Vorgängerin aufmerksam gemacht hatte, sah sich die neue Alsatia veranlasst, diesen Namen abzulegen und benannte sich um in EStV Robert Schuman Argentorata (RSA). RSA ist Mitglied des Europäischen Kartellverbandes (EKV) und befreundete Verbindung im CV.